# Марк Кейл
Марк Кейл (англ. Mark Keil; нар. 3 червня 1967) — колишній американський тенісист.
Найвищу одиночну позицію світового рейтингу — 167 місце досяг 22 липня, 1991, парну — 32 місце — 2 жовтня, 1995 року.
Здобув 5 парних титулів.
Найвищим досягненням на турнірах Великого шолома було 3 коло в парному та змішаному парному розрядах.
Завершив кар'єру 2001 року.

## Фінали турнірів ATP за кар'єру

### Парний розряд (5–8)
| Результат | W/L | Дата     | Турнір                | Покриття | Партнер             | Суперники                        | Рахунок            |
| --------- | --- | -------- | --------------------- | -------- | ------------------- | -------------------------------- | ------------------ |
| Поразка   | 0–1 | Бер 1991 | Атланта, США          | Ґрунт    | Дейв Ренделл        | Стів Девріє Девід Макферсон      | 3–6, 3–6           |
| Перемога  | 1–1 | Бер 1992 | Скоттсдейл, США       | Тверде   | Дейв Ренделл        | Кент Кіннієр Свен Салумаа        | 4–6, 6–1, 6–2      |
| Поразка   | 1–2 | Лис 1992 | Búzios, Бразилія      | Тверде   | Том Мерсер          | Мауріс Руа Маріо Табарес         | 6–7, 7–6, 4–6      |
| Перемога  | 2–2 | Бер 1993 | Скоттсдейл, США       | Тверде   | Дейв Ренделл        | Люк Єнсен Сендон Столл           | 7–5, 6–4           |
| Перемога  | 3–2 | Кві 1993 | Осака, Японія         | Тверде   | Хрісто ван Ренсбург | Гленн Мічібата Девід Пейт        | 7–6, 6–3           |
| Перемога  | 4–2 | Бер 1995 | Копенгаген, Данія     | Килим    | Петер Нюборґ        | Гійом Рау Грег Руседскі          | 6–7, 6–4, 7–6      |
| Перемога  | 5–2 | Бер 1995 | Бухарест, Румунія     | Ґрунт    | Джефф Таранго       | Цирил Сук Даніель Вацек          | 6–4, 7–6           |
| Поразка   | 5–3 | Жов 1995 | Базель, Швейцарія     | Тверде   | Петер Нюборґ        | Цирил Сук Даніель Вацек          | 6–3, 3–6, 3–6      |
| Поразка   | 5–4 | Лют 1997 | Загреб, Хорватія      | Килим    | Брент Гейгарт       | Саша Хіршзон Горан Іванишевич    | 4–6, 3–6           |
| Поразка   | 5–5 | Сер 1997 | Connecticut Open, США | Тверде   | Т. Дж. Міддлтон     | Маркос Ондруска Давід Пріносіл   | 4–6, 4–6           |
| Поразка   | 5–6 | Лют 1998 | Марсель, Франція      | Тверде   | Т. Дж. Міддлтон     | Доналд Джонсон Франсіско Монтана | 4–6, 6–3, 3–6      |
| Поразка   | 5–7 | Тра 1999 | Прага, Чехія          | Ґрунт    | Ніколас Лапентті    | Мартін Дамм Радек Штепанек       | 0–6, 2–6           |
| Поразка   | 5–8 | Вер 1999 | Ташкент, Узбекистан   | Тверде   | Лоренцо Манта       | Олег Огородов Марк Россе         | 6–7(4–7), 6–7(1–7) |

Source: ATP